# Godhavn (przystanek kolejowy)
Godhavn (duń. Godhavn Station) – przystanek osobowy w miejscowości Tisvilde, w Regionie Stołecznym, w Danii. 
Znajduje się na Gribskovbanen i jest obsługiwany przez pociągi regionalne Lokaltog.

## Linie kolejowe
- Linia Gribskovbanen